# Asesinato de Libby Squire
Libby Squire (Inglaterra, 1 de enero de 1998 - Kingston upon Hull, Inglaterra; 1 de febrero de 2019) fue una joven británica que desapareció tras una noche de fiesta con amigos el 31 de enero de 2019 en Kingston upon Hull, ciudad al norte de Inglaterra. En los días posteriores a su desaparición, la Policía de Humberside y los padres de Squire hicieron un llamamiento público para obtener información sobre su paradero. La policía emprendió pesquisas puerta a puerta en zonas de Hull cercanas a donde vivía Squire y había sido vista por última vez, además de registrar contenedores, desagües y el parcialmente congelado drenaje de Beverley y Barmston en busca de pruebas.
El 6 de febrero, poco menos de una semana después de la desaparición de Squire, Pawel Relowicz, de 24 años, fue detenido como sospechoso de su secuestro después de que las cámaras de seguridad mostraran su Vauxhall Astra plateado en la zona cuando ella desapareció. El 10 de febrero, fue acusado de cinco delitos sexuales y de robo no relacionados, cometidos entre diciembre de 2017 y enero de 2019, pero en ese momento no fue acusado de ningún delito relacionado con la desaparición de Squire.
El 20 de marzo, siete semanas después de la desaparición de Squire, unos pescadores descubrieron el cadáver de una mujer en el estuario del Humber, cerca de los muelles de Grimsby. La policía no pudo determinar la causa de la muerte debido al tiempo que el cuerpo llevaba en el agua.
El 24 de octubre, Relowicz fue acusado de la violación y asesinato de Squire. El 11 de febrero de 2021, fue declarado culpable de ambos delitos y condenado a cadena perpetua, con un mínimo de 27 años antes de poder optar a la libertad condicional.

## Hechos previos y desaparición
Liberty Anna Squire nació el 1 de enero de 1998, y creció en West Wycombe, una pequeña parroquia de Buckinghamshire. En el momento de su muerte, estudiaba Filosofía en la Universidad de Hull.
En la noche del 31 de enero de 2019, Squire, de 21 años, estaba de fiesta con amigos. Alrededor de las 23:20 horas se le negó la entrada a The Welly, un local de música y club nocturno en el centro de Hull, porque el personal de la puerta pensó que estaba demasiado intoxicada. Por ello, sus amigos llamaron a un taxi para que la llevara a su casa de Wellesley Avenue, donde la dejaron sobre las 23:30 horas. Sin embargo, no entró en su casa. Diez minutos después fue vista a unos 800 metros, en Beverley Road. Varios testigos vieron a Squire "llorando y sollozando" en la calle. Algunos intentaron ayudarla, pero se dieron cuenta de que era incoherente y agresiva y acabaron desistiendo.

## Investigación
La búsqueda de Libby Squire fue el mayor operativo desplegado por una persona desaparecida en la historia de la policía de Humberside. En los días siguientes a su desaparición, sus padres hicieron un llamamiento público para obtener información y pedir su regreso. Más de 100 agentes y personal de la policía buscaron pruebas, mientras que equipos de especialistas buscaron en masas de agua cercanas, como el río Hull y los desagües de Beverley y Barmston.
Pawel Relowicz, de 24 años, fue detenido el 6 de febrero como sospechoso del secuestro de Squire. Como parte de la investigación, fue acusado de voyeurismo, ultraje a la decencia pública y delitos de robo. Estos cargos estaban relacionados con una serie de delitos de motivación sexual cometidos entre junio de 2017 y diciembre de 2018, y no estaban relacionados con Squire. Incluían que Relowicz se masturbara en público, espiara a mujeres en sus casas y robara juguetes sexuales, ropa interior y dinero en efectivo durante robos. El 13 de agosto, se declaró culpable de nueve delitos en el Tribunal de la Corona de Sheffield y el 16 de agosto fue condenado a ocho años y medio de prisión.
El cuerpo de Squire fue encontrado por un pescador en el estuario del Humber casi dos meses después de su desaparición, el 20 de marzo. El cuerpo estaba tan descompuesto que no fue posible determinar la causa de la muerte. El 24 de octubre, mientras seguía encarcelado por los delitos sexuales y de robo anteriores, Relowicz fue acusado de la violación y asesinato de Squire.

## Juicio
El 31 de octubre, Pawel Relowicz compareció ante el Tribunal de Kingston upon Hull acusado de violación y asesinato. Se le impuso prisión preventiva y se fijó una fecha provisional para el juicio en junio de 2020 en el Tribunal de la Corona de Sheffield.
El juicio comenzó finalmente el 12 de enero de 2021 y duró cuatro semanas y media. La Corona, que ejercía la acusación, sostuvo que Relowicz había estado en el centro de Hull "buscando una oportunidad" la noche del 31 de enero de 2019. Cuando se encontró con Squire, ebria y posiblemente sufriendo de hipotermia, la invitó o la obligó a entrar en su coche con la intención de cometer un delito sexual. La fiscalía afirmó que luego llevó a Squire a los campos de juego de Oak Road, un espacio abierto cercano, donde la violó y posteriormente la asesinó. Después se deshizo de su cuerpo en el río Hull. Los arañazos en la cara de Relowicz eran prueba de que había intentado defenderse. La fiscalía también destacó el historial de Relowicz de delitos sexuales y de motivación sexual en los 18 meses anteriores al asesinato, afirmando que era un hombre con "impulsos sexuales incontrolables".
En su defensa, Relowicz afirmó ser un "buen samaritano" y que solo se detuvo para ofrecer ayuda a Squire, visiblemente intoxicada. Relató que la llevó a los campos de juego de Oak Road, donde se abrazaron, se besaron y mantuvieron relaciones sexuales consentidas. Cuando ella intentó besarle de nuevo, él se apartó, a consecuencia de lo cual ella le arañó la cara. Afirmó que entonces la dejó en los campos de juego y se marchó en busca de "mujeres atractivas". Admitió haber cometido otro acto sexual en público esa noche, pero negó haber estado excitado sexualmente como consecuencia del asesinato de Squire.  Durante el juicio, se leyeron al jurado extractos del historial médico de Squire, en los que se mostraba que ella había tenido pensamientos suicidas con anterioridad, incluidos pensamientos de ahogarse en un río.
El 11 de febrero, tras seis días de deliberaciones, el jurado declaró a Relowicz culpable tanto de la violación como del asesinato de Squire, por unanimidad en el cargo de violación y por mayoría de 11 a uno en el cargo de asesinato. Al día siguiente, 12 de febrero, Relowicz fue condenado en el mismo tribunal a cadena perpetua con posibilidad de libertad condicional tras 27 años por el asesinato de Squire. En su sentencia, la juez Lambert se mostró de acuerdo con la descripción de los crímenes de Relowicz como una "campaña pervertida de comportamiento sexualmente desviado", y de él como un "individuo muy peligroso".

## Hechos posteriores
Tras el juicio, se pidió a la Fiscalía General del Estado que examinara la sentencia de Relowicz en virtud del régimen de sentencias indebidamente leves, que permite a los ciudadanos solicitar que se reconsidere una sentencia dictada en el Tribunal de la Corona. En marzo de 2021, concluyó que la condena de Relowicz no era indebidamente indulgente, por lo que no pediría al Tribunal de Apelación que la reconsiderara.
Tras el asesinato, la madre de Squire, Lisa Squire, comenzó a defender públicamente que los hombres condenados por delitos sexuales sin contacto, como el voyeurismo, recibieran penas más duras, además de terapia. Su campaña afirma que esto evitará que los delincuentes sexuales escalen a delitos más graves de violación y asesinato, como ocurrió con Relowicz y otros delincuentes contemporáneos de alto perfil, como Wayne Couzens. En marzo de 2022, se reunió con el primer ministro Boris Johnson, que al parecer simpatizaba con su causa. En octubre de 2022, se informó de que Lisa Squire iba a reunirse con el asesino de su hija en la cárcel; Relowicz retiró más tarde su consentimiento para la reunión.

## Pawel Relowicz
Pawel Relowicz nació el 25 de junio de 1994, en Warszewice, en el norte de Polonia. Llegó al Reino Unido en 2015. En el momento del asesinato estaba empleado como carnicero, trabajando para Karro Food Group en una planta de procesamiento de carne en Malton (Yorkshire del Norte). Relowicz estaba casado, tras haber conocido a su esposa Jagoda en un sitio web de citas en 2016.Se conocieron en persona en pocas ocasiones antes de que ella se trasladara desde Polonia para vivir con él en Hull. La pareja tuvo dos hijos. Se separaron tras la condena de él, y ella regresó a Polonia.
En el momento del asesinato de Squire, Relowicz no tenía antecedentes penales y no era conocido por la policía. Sin embargo, desde 2017 había estado cometiendo una serie creciente de delitos sexuales y robos con motivación sexual en Hull. En julio de 2017, una mujer que compartía un "momento íntimo" con su novio lo vio espiándolos a través de la ventana de su dormitorio en la planta baja. En diciembre de ese año, entró en una casa y robó tres vibradores. También robó dinero en efectivo, juguetes sexuales, condones, ropa y aparatos electrónicos en robos separados.
En enero de 2019, menos de tres semanas antes del asesinato de Squire, Relowicz se masturbó públicamente delante de grupos de mujeres en dos ocasiones distintas. En uno de estos incidentes, siguió a las mujeres hasta su casa y eyaculó en la puerta principal de su casa. Aunque dejó pruebas forenses sustanciales en la escena de muchos de estos delitos, Relowicz no fue identificado porque no tenía antecedentes penales y, por lo tanto, su ADN y huellas dactilares no estaban disponibles para la policía. Sólo se le relacionó con estos delitos anteriores tras su detención en febrero de 2019.
En el momento de su detención, se descubrió que Relowicz estaba en posesión de un bolso de mano rosa que contenía juguetes sexuales, ropa interior femenina y fotografías de mujeres, todo lo cual había robado en robos. Se encontró semen y saliva suyos en algunos de los objetos. Durante el juicio por la violación y asesinato de Squire, Relowicz reconoció que tenía "problemas" para controlar sus impulsos sexuales.